# Siphunculina striolatus
Siphunculina striolatus är en tvåvingeart som först beskrevs av Christian Rudolph Wilhelm Wiedemann 1830.  Siphunculina striolatus ingår i släktet Siphunculina och familjen fritflugor. Inga underarter finns listade i Catalogue of Life.